# Партеногонідій
Партеногонідій — клітина нестатевого розмноження, що шляхом багаторазових поділів розвивається в дорослу особину. Наприклад клітини вольвоксу слугують для нестатевого розмноження і утворення нових (молодих) організмів.
Партеногонідії мітотично діляться, утворюючи багатоклітинні пластинки, які загортаються краями угору і набувають вигляду чаші, а потім вивертаються, змикаються краями і занурюються в порожнину кульки. Так утворюється дочірня колонія. Статевий процес оогамний і полягає в злитті сперматозоїда з яйцеклітиною. Зигота вкривається товстою оболонкою і переходить у стан спокою, а потім редукційно ділиться.